# Троицкая церковь (Сосновка)
Церковь Троицы Живоначальной — утраченный православный храм в селе Сосновка Чердаклинского района Ульяновской области. Построена в 1784 году. Разрушена коммунистами в 1950-е годы.

## История
Первый небольшой деревянный храм существовал в Сосновке уже в 1740‑е гг..
Троицкая церковь была построена в 1784 году помещиком Бекетовым. Вначале церковь была двухпрестольной — во имя Троицы и Николая Чудотворца, затем один престол был упразднён. Здание и колокольня деревянные. Перестроена в 1851 году, в 1887 году расширена, в 1906 году отремонтирована на средства купца Дмитрия Николаевича Масленникова.
К приходу церкви относились: Большое Пальцино, Малое Пальцино, Алексеевка (Алексеевский Выселок).
В первый раз церковь была закрыта в 1928 году, окончательно закрыта в 1930 году, разобрана в 1955 году и на сегодня останки Троицкого храма покоятся на дне Куйбышевского водохранилища.

## Духовенство
- С 1848 года должность священника исполнял Димитрий Романович Поливанов[4];
- Диаконом был Михаил Иванович Литров (на 1848)[4];
- Дьячком с 1846 года являлся Павел Андреевич Архангельский. Пономарём был Василий Николаевич Орловский (с 1848)[4];
- На 1887 год служители храма были священник Василий Гурьев и псаломщик Мартын Некрасов[4];
- На 1906 год — священник Гавриил Симеонович Кархалёв (с 1907 г. — в Михайло-Архангельском храме села Архангельское[5]), диакон С. Лебедев, псаломщик А. Родионов, церковный староста И. Вахрунин, представитель общества крестьян Н. Выборнов, И. Кондратьев и И. Галактионов, председатель церковного попечительства землевладелец Д .Н. Масленников[4];
- Священником с 1907 года был Иван Евгениевич Копосов[4];

- На 1930 год служители Троицкого храма были: священник Иван Евгеньевич Копосов, псаломщик Степан Иванович Филатов, дьякон Дмитрий Степанович Филатов[4];

## Описание Троицкого храма
Здание деревянное на каменном фундаменте, крытый железом, обнесённый кирпичной оградой; размер храма: длина 10 сажень (21,3 м), ширина 5 сажень (10,7 м), в одной связи с колокольней; три наружные двери: одна общая для храма и колокольни, 2 боковых и дверь внутренняя для паперти; все двери столярной работы; внутри храма 14 окон с двойными рамами и железными решётками, одна из которых облицована изразцовым кирпичом; пол сделан из цементных плит с рисунком; стены отштукатурены и крашены.